# 摩爾多瓦正教會
摩爾多瓦正教會（羅馬尼亞語：Biserica Ortodoxă din Moldova）是俄羅斯正教會下屬的一個東正教自治教會，管轄範圍是摩爾多瓦。摩爾多瓦正教會是摩爾多瓦規模最大的基督教會。據2005年人口普查，95.5%的摩爾多瓦人（3,158,015人）是東正教徒。